# Френк Камински
Франсис Стенли Камински III (енгл. Francis Stanley Kaminsky III; Лајл, Илиноис, 4. април 1993) амерички је кошаркаш. Игра на позицијама крилног центра и центра. Тренутно наступа за Репторсе 905.

## Биографија
Камински је рођен 4. априла 1993. у месту Лајл, држава Илиноис, Сједињене Америчке Државе. Његов отац Френк је играо кошарку на Универзитету Луис и као професионалац у Јужној Америци, а мајка Мери је играла одбојку на Северозападном универзитету. Има две рођене сестре, три полусестре и једног полубрата.

## Каријера
Као средњошколац је учествовао на кошаркашким турнирима које организује најстарије српско удружење у Америци, Српски народни савез. На турниру 2008. године био је члан екипе Српски орлови. Похађао је Бенет академију у Лајлу.

### Колеџ
Од 2011. до 2015. године је на Универзитету Висконсин, где је наступао за Висконсин беџерсе. Камински је 19. новембра 2013. године оборио рекорд Висконсина по броју поена на једној утакмици, убацивши 43 поена против Северне Дакоте. По завршетку регуларне сезоне Камински је именован у All-Big Ten екипу. У марту 2014. године, постигао је 28 поена и имао је 11 скокова у победи над Аризоном, чиме се Висконсин пласирао на завршни турнир NCAA лиге. После утакмице је проглашен за најистакнутијег играча западне конференције. Сезону је завршио са просеком од 13,9 поена, 6,3 скокова и 1,7 блока по утакмици.
У последњој години је предводио Висконсин до друог узастопног завршног турнира, где су победили Кентаки и дошли до свог првог финала после 74 година, Камински је постигао 20 поена и имао је 11 скокова. Финалну утакмицу су изгубили од Дјука са 63–68, а Камински је постигао 21 поен и имао је 12 скокова. Током сезоне је постизао просечно 18,8 поена, 8,2 скокова и 1,5 блокаду по утакмици. Добио је више престижних награда и проглашен је најбољим колеџ кошаркашем сезоне од стране Асошијетед преса. На Универзитету Висконсин је 12. јуна 2015. проглашен спортистом године. Своју колеџ каријеру на Висконсину је окончао као рекордер по броју блокада и други је играч у историји који је остварио преко 1.000 поена, 500 скокова и 100 блокада.

### НБА
На НБА драфту, 25. јуна 2015. године, изабрали су га Шарлот хорнетси као 9. пика у првој рунди. Уговор са Шарлотом је потписао следећег месеца.

## Репрезентација
Поред земље свог рођења, Камински може да наступа за Србију јер има српско порекло, пошто му је деда са мајчине стране Србин. Такође, може да наступа и за Пољску, јер му је деда са очеве стране Пољак, али је њихов позив одбио.